# All Star Game maschile di pallavolo 1993

La selezione del Resto del Mondo scesa in campo contro l'Italia

L'All Star Game maschile di pallavolo 1993 fu la 4ª edizione della manifestazione organizzata dalla FIPAV.

## Regolamento
Alla manifestazione presero parte due squadre, la nazionale italiana allenata da Julio Velasco, e una selezione appositamente creata per l'evento, denominata Resto del Mondo e guidata dal tandem Bebeto-Lozano. Queste due squadre erano composte, in questa edizione, dai giocatori stranieri e italiani militanti nel campionato italiano di Serie A1 1993-1994.
Venne disputata in partita unica il 15 dicembre 1993 al PalaOlimpia di Verona.